# Crazy Canary
Crazy Canary er det eneste album udgivet af gruppen af samme navn. Crazy Canary var identisk med den danske gruppe Bifrost, der her udgav en række engelsksprogede numre, som ikke passede ind i gruppens normale dansksprogede karriere. Albummet er udgivet i 1980 på Mercury Records.
Besætningen på albummet var markant ændret i forhold til den, der indspillede det dansksprogede album udsendt året forinden, Læn Dem ikke ud, idet flere af de oprindelige medlemmer af Bifrost ikke var med. Det drejer sig om Annapurna, Asger Skjold og Mogens Fischer. I stedet var Knut Henriksen (bas, guitar) og Jeppe Reipurth (trommer) kommet med, og besætningen på Crazy Canary blev den samme i årene der fulgte, også da gruppen igen spillede på dansk under navnet Bifrost. Et andet nyt tiltag i forhold til Læn Dem ikke ud var, at Crazy Canary blev udgivet på Mercury Records.
Tom Lundén skrev alle melodierne og teksterne; Gary Nicklin bidrog til fire af teksterne.

## Numre
Albummet indeholder følgende numre (her opdelt på de to oprindelige sider):
| 1. | "Breakin' Out"       | Tom Lundén (musik), Tom Lundén og Gary Nicklin (tekst) | 3:28 |
| 2. | "Cobweb"             | Tom Lundén                                             | 4:25 |
| 3. | "Sleep Walking Man"  | Tom Lundén                                             | 4:27 |
| 4. | "John"               | Tom Lundén                                             | 4:55 |
| 5. | "Keep On Travellin'" | Tom Lundén (musik), Tom Lundén og Gary Nicklin (tekst) | 4:00 |

| 6.  | "I Can't See You" | Tom Lundén (musik), Tom Lundén og Gary Nicklin (tekst) | 2:32 |
| 7.  | "Power of a Rose" | Tom Lundén (musik), Tom Lundén og Gary Nicklin (tekst) | 3:52 |
| 8.  | "Changes"         | Tom Lundén                                             | 2:46 |
| 9.  | "Light"           | Tom Lundén                                             | 3:44 |
| 10. | "Rosemary"        | Tom Lundén                                             | 4:42 |
| 11. | "Autumn Song"     | Tom Lundén                                             | 3:33 |

## Medvirkende
På albummet medvirkede følgende:
Gruppens medlemmer
- Tom Lundén: sang, keyboards
- Ida Klemann: sang
- Knut Henriksen: bas, guitar, sang
- Jeppe Reipurt: trommer, percussion
- Mikael Miller: guitar
- John Teglgaard: guitar, bas

Øvrige medvirkende
- Torben Andersen: synthesizer
- Niels Neergaard: basun
- Anders Gaardmand, Jesper Nehammer: saxofon